# Esther Mañas
Esther Mañas (Madrid, 1974) és una artista visual destacada pels seus treballs de pintura i escultura expandida.

## Biografia
Llicenciada en Belles arts per la Universitat Complutense de Madrid i Màster en belles arts per la Universitat de Helsinsky. La Pintura com l'escultura expandida són camps que treballa tant en la seva obra individual com en les seves col·laboracions amb l'artista britànic Arash Moori. En les seves peces qüestiona els límits entre realitat i ficció així com la funció, finalitat i simbolisme d'entorns quotidians moltes vegades presentats en el seu treball sota un prisma crític o irònic i unes altres amb caràcter experimental. L'alteració d'espais existents a través d'intervencions basades en el diàleg de mitjans, qüestionen els límits entre la realitat i la ficció així com la funció dels diversos entorns proposats en la seva obra. Treballa sobre la base del seu entorn, recopilant imatges i objectes abandonats en l'espai urbà per transformar-los en icones o formes simbòliques i metafòriques de certs aspectes socials. Utilitza l'espai urbà és un reflex de la nostra cultura per això és perfecte per trobar símbols socials, econòmics i polítics que ens descriuen.
El 2011 els artistes Esther Mañas i Arash Moori van disposar una sèrie de càmeres de vigilància i de micròfons incrustats fora de l'Espai 13 de la Fundació Joan Miró que transmetien en directe imatges i sons filtrats per un procés computeritzat a una pantalla i un sistema d'àudio instal·lats dins l'espai d'exposició. Amb efectes estroboscòpics i sorolls electroestàtics generats per l'atzar, la seva instal·lació reconfigurava un doble desplaçat de l'espai en un fenomen que van batejar com
a «cinema implosiu».